# جورج تانر
جورج تانر (بالإنجليزية: George Tanner)‏ هو لاعب كرة قدم بريطاني، ولد في 1999. لعب مع مانشستر يونايتد.